# Marian Seldes
Marian Hall Seldes (New York, 23 augustus 1928 – aldaar, 6 oktober 2014) was een Amerikaans toneel-, film-, radio en televisieactrice. In haar carrière won ze een Tony Award voor "Beste actrice in een toneelstuk".

## Biografie

### Carrière
Seldes werd geboren in New York, als de dochter van Alice Seldes-Hall en Gilbert Seldes, journalist, schrijver en redacteur. Haar oom was de journalist George Seldes.
Opgeleid als toneelactrice, maakte ze in 1948 haar debuut op Broadway in een productie van Medea. In de lange carrière die volgde kreeg ze vijf Tony Award-nominaties, waarvan ze er een won: in 1967 voor haar rol in A Delicate Balance, die later ook op film verscheen met Katharine Hepburn, Paul Scofield en Kate Reid. Van 1967 tot 1991 was ze lid van de faculteit van de Juilliard School voor Drama, en in 2002 begon ze les te geven aan de Universiteit van Fordham, Lincoln Center. Naast toneelwerk was ze ook te zien in een groot aantal films en televisieseries, waaronder Home Alone 3 (1997), The Haunting (1999) en het recentere Leatherheads uit 2008, geregisseerd door George Clooney.

### Privéleven
Seldes was getrouwd met scenario- en toneelschrijver Garson Kanin (weduwnaar van Ruth Gordon) van 1990 tot aan zijn dood in 1999. Uit haar eerste huwelijk met Julian Claman kreeg ze een dochter, Katharina. Het paar scheidde in 1961.

## Filmografie
Het betreft hier slechts een kleine selectie
- 1996 - Cosby - Elaine (1996-1998)
- 1997 - Affliction - Alma Pittman
- 1997 - Home Alone 3 - Mrs. Hess
- 1999 - The Haunting - Mrs. Dudley
- 2000 - If These Walls Could Talk 2 - Abby Hedley
- 2002 - Hollywood Ending - Alexandra
- 2003 - Mona Lisa Smile - Jocelyn Carr
- 2007 - Suburban Girl - Margaret Paddleford
- 2007 - The Visitor Barbara
- 2008 - Leatherheads - Ambtenaar